# T Telescopii
T Telescopii är en pulserande variabel av Mira Ceti-typ (M) i stjärnbilden Kikaren.
Stjärnan har en fotografisk magnitud som varierar mellan +11,3 och 18 med en period av 258 dygn.